# Kavanagh (Alberta)
Pour les articles homonymes, voir Kavanagh.
Kavanagh est un hameau situé dans la province d'Alberta, dans le centre.